# サンシャイン牧場
サンシャイン牧場（サンシャインぼくじょう）は、北海道沙流郡日高町（旧門別町）にあるサラブレッドの生産牧場である。

## 概要
1978年にオーナーブリーダーである伊達秀和によって設立された。事業形態は有限会社。
2011年現在のオーナーは、秀和の次男にあたる伊達敏明（だて としあき、1966年5月14日 - ）で、弟の泰明とともに経営に携わっている。1998年に中央競馬の馬主となり、父が使用していた勝負服の柄（紫、赤山形二本輪、赤袖）を継承した。
2013年現在ある牧場施設は豊郷にあるブリーディングファームと旭町にあるトレーニングファームのふたつ。かつては新冠町に本場を有していたが、パカパカファームのハリー・スウィーニィに譲渡した。

## 主な生産馬
- アローボヘミアン[2]（中京記念、愛知杯）
- スクランブル（東京湾カップ）
- アンパサンド（東京ダービー、報知オールスターカップ、イノセントカップ）
- プリモディーネ（桜花賞[5]）
- ハーミア（戸塚記念）
- オリークック（ローレル賞）
- パンタレイ（京浜盃）
- プレティオラス（東京ダービー[6]、東京記念）
- プーラヴィーダ（勝島王冠）
- バルダッサーレ（東京ダービー）
- コルドゥアン（栄冠賞）
- プラセボ（王冠賞）
- サペラヴィ（阪神ジャンプステークス）

## 主な繋養馬
- ブロケード（繁殖牝馬）[2]（1983年 - 2010年）
- アローエクスプレス（功労馬として）（1988年 - 1991年）
- プリモディーネ（功労馬として）（2015年 - ）
- ザカリヤ[7]（2003年 - 2011年）
- フィガロ（2002年 - 2020年）
- コメート（2016年 - ）[8]
- プレティオラス（2018年 - ）[9]
- サイモンラムセス（2021年 - ）[10]